# Chiesa di Sant'Andrea della Colonna
La chiesa di Sant'Andrea della Colonna è un luogo di culto cattolico scomparso di Roma, nel rione Colonna. Essa era collocata a fianco della colonna di Marco Aurelio, da cui prese il nome, nella piazza oggi denominata piazza Colonna.

## Storia
La prima menzione di quest'edificio (S. Andrea de Columna) risale all'epoca di papa Agapito II (946-955), quando il pontefice assoggettò la chiesa ai monaci di San Silvestro in Capite, con il compito di provvedere alla manutenzione della colonna; per questo introdussero una tassa per tutti coloro che volevano visitare la colonna e, salendo per una stretta scala interna, ammirare dall'alto la città. Una lapide conservata in San Silvestro in Capite ricorda che ad un certo punto, agli inizi del XII secolo, la gestione della colonna e della chiesa fu concessa ad altri e l'abate di San Silvestro minacciò di scomunica chiunque avesse dato in affitto la colonna e la cappella annessa.
La chiesa è menzionata nel catalogo di Cencio Camerario della fine del XII secolo con il nome di sancto Andree de Columpna. Un anonimo diario del XIV secolo menziona una piena del Tevere del 1345 e racconta che l'acqua giunse fino a « Sant'Andrea de Colonna dove sta la granna colonna ».
Un catalogo delle chiese romane del 1555 annota la sua distruzione ad opera di papa Paolo III (1534-1549); essa non è più menzionata nei cataloghi successivi. Secondo l'Hülsen dunque è errata l'ipotesi di Mariano Armellini e di altri autori, secondo i quali la chiesa fu distrutta da papa Sisto V nel 1586 per la sistemazione della piazza.
Nel Quattrocento la chiesa aveva tre altari: quello maggiore dedicato all'apostolo Andrea, e i due laterali dedicati all'apostolo Giovanni e all'Immacolata Concezione. La chiesa, come consuetudine, aveva anche un piccolo cimitero interno: fonti d'epoca riferiscono del ritrovamento di ossa del suddetto cimitero nel 1623. In esso avevano trovato sepoltura diversi membri della nobile famiglia Cancellieri del Bufalo: una volta demolita la chiesa, essa ottenne dal papa, come cappella privata, una cappella laterale della chiesa di Santa Maria in Via.